# Stolperstein in Trebbin

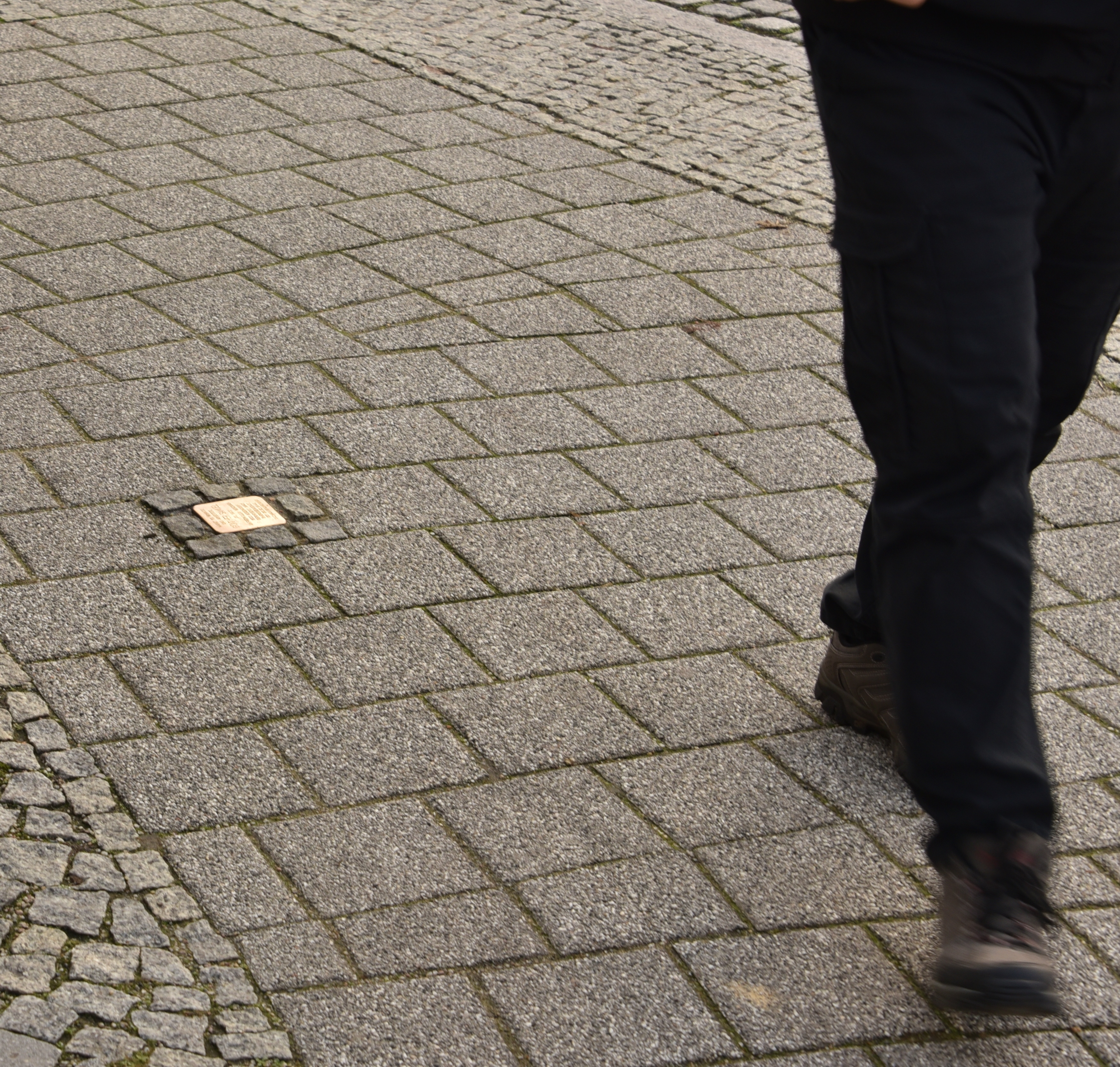
Stolperstein für Günther Samuel

Der Stolperstein in Trebbin ist Günther Samuel gewidmet. Stolpersteine werden vom Kölner Künstler Gunter Demnig in weiten Teilen Europas verlegt. Sie erinnern an das Schicksal der Menschen, die von den Nationalsozialisten ermordet, deportiert, vertrieben oder in den Suizid getrieben wurden und liegen im Regelfall vor dem letzten selbstgewählten Wohnsitz des Opfers.
Der bislang einzige Stolperstein in der brandenburgischen Stadt Trebbin wurde am 11. Juni 2013 vom Künstler persönlich verlegt.

## Jüdische Geschichte
Menschen jüdischen Glaubens gab es seit dem 18. Jahrhundert in Trebbin, doch gab es nie eine eigene Gemeinde, Trebbin gehörte ab den 1850er Jahren zur Synagogengemeinde Beelitz. Die hier lebenden Juden waren vor allem Geschäftsleute. Beerdigt wurden sie in Beelitz oder Luckau, erst ab Beginn des 19. Jahrhunderts gab es auch in Trebbin einen jüdischen Friedhof. Paul Samuel war fast 20 Jahre Stadtverordneter von Trebbin. Mit der Machtergreifung Hitlers begannen die Repressalien auch für hier ansässige Juden. Einige fühlten sich gezwungen, die Stadt zu verlassen, wie zum Beispiel die Familien Samuel und Eschen, die Konfektionsgeschäfte in der Stadt besaßen. Nur wenige konnten sich durch Emigration retten, die meisten der Trebbiner Juden wurden in Konzentrationslagern ermordet.

## Stolperstein
| Stolperstein | Inschrift | Verlegeort                             | Name, Leben |
| ------------ | --- | -------------------------------------- | --- |
|              | MARKT 16 WOHNTE UND ARBEITETE GÜNTHER SAMUEL JG. 1903 UNFREIWILLIG VERZOGEN 1933 NEUENDORF DEPORTIERT 1943 THERESIENSTADT 30.12.1944 DACHAU / KAUFERING | Markt 16 · Ecke zur Beelitzer Straße · | Günther Samuel wurde am 25. Juni 1903 in Trebbin geboren. Seine Eltern waren Paul Samuel und dessen zweite Frau Martha, geborene Müller. Paul Samuel war Besitzer eines Konfektionsgeschäftes in Trebbin. Günther Samuel hatte fünf weitere Geschwister. Vier ältere Halbgeschwister: Gertrud (geboren 1884), Käthe (geboren 1886), sie starb im Säuglingsalter, Walter (geboren 1891), und Ernst (geboren 1893) sowie Schwester Erna (geboren 1895). Samuel besuchte das Luckenwalder Friedrichgymnasium übernahm in den 1920er Jahren das Konfektionsgeschäft seines Vaters. Des Weiteren war er Vorsitzender des örtlichen Sportvereines. Nach der Machtergreifung Hitlers gab Samuel dem örtlichen Druck nach, der vor allem durch die NSDAP erfolgte, er verkaufte sein Geschäft und sein Grundstück und zog mit seiner Familie nach Berlin. Seine Frau, die keine Jüdin war, ließ sich von ihm scheiden, Samuel bereitete sich auf eine Emigration vor, zu der es aus unbekannten Gründen nicht mehr kommen sollte. Er heiratete ein weiteres Mal, Else, geborene Urbaniczyk (geboren 1905). Sie war Krankenschwester im jüdischen Krankenhaus in der Iranischen Straße in Berlin. Im Jahr 1935 zog er mit ihr nach Berlin-Wedding, in die Utrechter Straße 16 und er arbeitete in einem jüdischen Wäscheversandgeschäft als kaufmännischer Angestellter. 1936 wurde sein Sohn Hans-Peter geboren. Noch in Trebbin hatte Günther Samuel Hans Winkler kennen gelernt. Neben Winkler hatte Samuel auch weitere Bekannte und Freunde, die sich zusammenschlossen und als Gruppe der illegalen KPD-Sektion Gesundbrunnen angeschlossen waren. Im Jahr 1938 löste sich diese Gruppe auf, nachdem Mitglieder der Sektion wegen Hochverrates angeklagt worden waren. Hans Winkler begann Juden zu unterstützen, Verstecke vorzubereiten, auch die Familie Samuel wollte dabei aktiv helfen. Sich selbst konnte die Familie nicht in einem Versteck in Sicherheit bringen. Am 4. August 1943 wurde Günther Samuel zusammen mit seiner Frau und seinem Sohn mit dem 95. Altentransport nach Theresienstadt deportiert. Während des Transportes traf er auf Werner Scharff, dem er von Winkler erzählte. Scharff gelang die Flucht aus Theresienstadt, er setzte sich mit Winkler in Verbindung und sie gründeten die Widerstandsgruppe „Gemeinschaft für Frieden und Aufbau“. Am 4. Oktober 1944 erfolgte die Überstellung der Familie Samuel ins Vernichtungslager Auschwitz. Seine Frau und sein Sohn wurden dort ermordet. Samuel selber wurde am 10. Oktober 1944 weiter ins KZ Dachau deportiert. Günther Samuel verlor am 30. Dezember 1944 sein Leben in einem der Außenlager des KZ-Außenlagerkomplexes Kaufering. Ein weiterer Stolperstein wurde für ihn auch in Berlin verlegt, dort liegen auch Steine für seine Frau und seinen Sohn. Sein Bruder Ernst war Doktor der Philosophie, schrieb die erste Abhandlung über jüdisches Leben in Trebbin im Mittelalter. Er starb mit 30 Jahren. Seinem Bruder Walter gelang mit seiner Frau die Flucht nach Palästina, er starb 1946. Günther Samuels Schwester Gertrud Weinstein wurde ebenfalls nach Theresienstadt deportiert und von dort nach Treblinka. Ein Stolperstein in Hamburg erinnert an ihr Schicksal. Seine Schwester Erna, Lehrerin, begleitete ihre Schüler nach Auschwitz und wurde dort ermordet. Ein Stolperstein wurden auch für sie verlegt, ebenfalls in Berlin. |